# Vijaya (König)

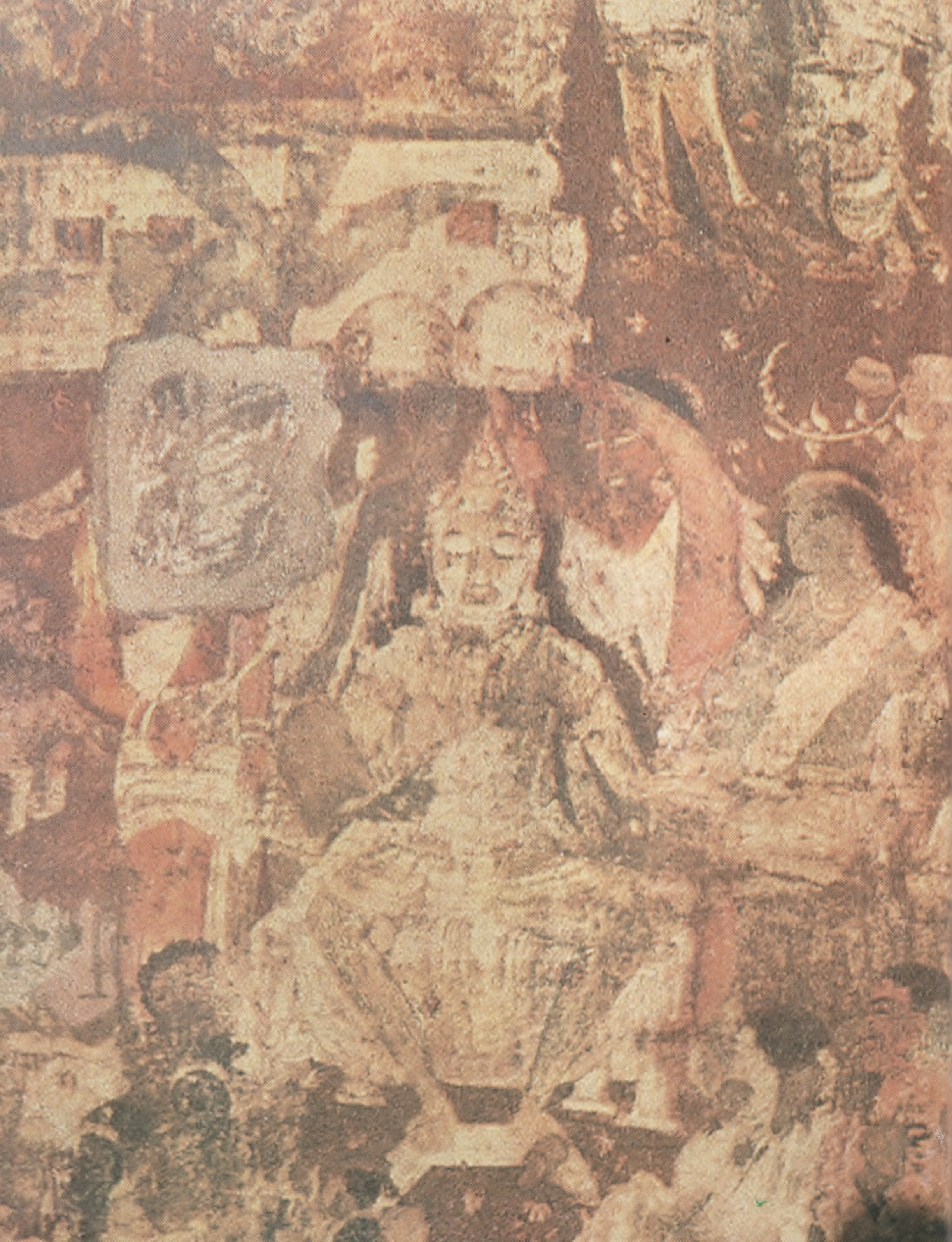
Krönung des Prinzen Vijaya, Wandmalerei in Höhle 17 von Ajanta

Vijaya (* vor 543 v. Chr.; † 505 v. Chr.) war der mythische Stammesvater der Singhalesen und der erste König Sri Lankas.

## Geschichte
Die Chronik Mahavamsa stellt die Hauptinformationsquelle über Vijayas Leben dar, aus ihr lässt sich seine Regierungszeit von ca. 543 v. Chr. bis 505 v. Chr. ableiten. Er soll im 6. Jh. v. Chr. mit seinem Gefolge aus dem Königreich Vanga im Nordosten Indiens nach Sri Lanka ausgewandert sein. Seine Erlebnisse mit der Halbgöttin (yakkhinī) Kuvenī hat George Turnour, der Herausgeber der ersten englischen Übersetzung von 1837, mit der Geschichte von Odysseus und Kirke verglichen. Der Mahavamsa gibt keine gesicherten Informationen über Vijaya, der als historische Persönlichkeit vielleicht nie existiert hat.